# Copa Ibèrica de rugbi masculina
La Copa Ibèrica de rugbi (en portuguès: Taça Ibérica de Rugby) és una competició esportiva de clubs de rugbi espanyols i portuguesos, creada el 1965. De caràcter anual, està coorganitzada per la Federació Espanyola de Rugbi i la Federació Portuguesa de Rugbi. Hi participen els clubs campions de Lliga espanyola i portuguesa de la temporada anterior. Disputen una final alternant-se la seu anualment a Espanya i Portugal. Sol celebrar-se al final o a principis de l'any.
Entre 1965 i 1971 la disputaren dos clubs de cada federació que s'enfrontaren entre ells en format de lligueta. La competició es reprengué el 1983 enfrontant-se directament en partit únic els campions de les dues lligues. Des de l'any 2007 hi tornaren a prendre part dos clubs per federació enfrontant-se en format de semifinals i final. Entre 2008 i 2012 no es va disputar, i en 2009 Michael Robinson va impulsar la Lliga superibèrica de rugbi.

## Historial
| En negreta = Equip guanyador (1) = Nombre de títols Nota: Noms dels equips segons l'època. |

| Edició                          | Temp.   | Data       | Campió                        | Resultat | Finalista                | Seu                                        | refs.  |
| ------------------------------- | ------- | ---------- | ----------------------------- | -------- | ------------------------ | ------------------------------------------ | ------ |
| I                               | 1965    | N/D        | Real Canoe NC (1)             | lligueta | CDU Lisboa               | Madrid                                     |        |
| II                              | 1966    | N/D        | CD Universitari (1)           | lligueta | FC Barcelona             | Lisboa                                     |        |
| III                             | 1967    | N/D        | Real Canoe NC (2)             | lligueta | CDU Lisboa               | Barcelona                                  |        |
| IV                              | 1968    | N/D        | CM Cisneros (1)               | lligueta | CDU Lisboa               | Coimbra                                    |        |
| V                               | 1969    | N/D        | Atlético San Sebastián (1)    | lligueta | CDU Lisboa               | Sant Sebastià                              |        |
| VI                              | 1970    | N/D        | FC Barcelona (1)              | lligueta | CR Cisneros              | Lisboa                                     | [ 3 ]  |
| VII                             | 1971    | N/D        | SL Benfica (1)                | lligueta | Real Canoe NC            | Madrid                                     |        |
| No es disputà entre 1972 i 1982 |         |            |                               |          |                          |                                            |        |
| VIII                            | 1983-84 | 10-12-1983 | CDU Lisboa (1)                | 13-3     | RC València              | València                                   |        |
| IX                              | 1984-85 | 08-12-1984 | CDU Lisboa (2)                | 32-9     | UE Santboiana            | Lisboa                                     |        |
| X                               | 1985-86 | 14-12-1985 | CM Cisneros (2)               | 13-10    | CDU Lisboa               | Madrid                                     |        |
| XI                              | 1986-87 | 06-12-1986 | SL Benfica (2)                | 21-16    | CD Arquitectura          | Lisboa                                     |        |
| XII                             | 1987-88 | 03-01-1988 | UE Santboiana ONCE (1)        | 23-16    | GDS Cascais              | Estadi Baldiri Aleu, Sant Boi de Llobregat | [ 4 ]  |
| XIII                            | 1988-89 | 04-12-1988 | SL Benfica (3)                | 25-4     | CD Arquitectura          | Lisboa                                     |        |
| XIV                             | 1989-90 | 09-12-1989 | UE Santboiana (2)             | 13-6     | CDU Lisboa               | Estadi Baldiri Aleu, Sant Boi de Llobregat | [ 5 ]  |
| XV                              | 1990-91 | 08-12-1990 | CD Arquitectura (1)           | 25-16    | CDU Lisboa               | Lisboa                                     |        |
| XVI                             | 1991-92 | 08-12-1991 | CR El Salvador (1)            | 13-0     | SL Benfica               | Valladolid                                 |        |
| XVII                            | 1992-93 | 06-12-1992 | GDS Cascais (1)               | 12-11    | CR Ciencias Sevilla      | Cascais                                    |        |
| XVIII                           | 1993-94 | 19-12-1993 | GDS Cascais (2)               | 21-19    | Getxo RT                 | Getxo                                      |        |
| XIX                             | 1994-95 | 08-12-1994 | CR Ciencias Sevilla (1)       | 31-14    | GDS Cascais              | Cascais                                    |        |
| XX                              | 1995-96 | 09-12-1995 | CD Arquitectura (2)           | 18-16    | GDS Cascais              | Madrid                                     |        |
| XXI                             | 1996-97 | 28-12-1996 | GDS Cascais (1)               | 14-9     | UE Santboiana            | Estadi Universitari, Lisboa                | [ 6 ]  |
| XXII                            | 1997-98 | 28-12-1997 | AA Coimbra (1)                | 15-8     | UE Santboiana            | Estadi Baldiri Aleu, Sant Boi de Llobregat | [ 7 ]  |
| XXIII                           | 1998-99 | 27-12-1998 | Dulciora El Salvador (2)      | 29-15    | AEIS Tecnico             | Lisboa                                     |        |
| XXIV                            | 1999-00 | 28-12-1999 | GD Direito (1)                | 20-16    | VRAC Quesos Entrepinares | Campos de Pepe Rojo, Valladolid            |        |
| XXV                             | 2000-01 | 09-12-2000 | UCM Canoe (1)                 | 26-11    | GD Direito               | Lisboa                                     |        |
| XXVI                            | 2001-02 | 29-12-2001 | SL Benfica (4)                | 19-16    | VRAC Quesos Entrepinares | Campos de Pepe Rojo, Valladolid            |        |
| XXVII                           | 2002-03 | 28-12-2002 | GD Direito (2)                | 24-18    | La Moraleja Alcobendas   | Lisboa                                     |        |
| XXVIII                          | 2003-04 | 28-12-2003 | Cetransa UEMC El Salvador (3) | 40-34    | CF Os Belenenses         | Campos de Pepe Rojo, Valladolid            |        |
| XXIX                            | 2004-05 | 04-06-2005 | Cetransa UEMC El Salvador (4) | 32-0     | AA Coimbra               | Coimbra                                    |        |
| XXX                             | 2005-06 | 26-11-2005 | UE Santboiana (3)             | 22-16    | GD Direito               | Estadi Baldiri Aleu, Sant Boi de Llobregat |        |
| XXXI                            | 2006-07 | 16-12-2006 | UE Santboiana (4)             | 26-20    | GD Direito               | Lisboa                                     |        |
| XXXIII                          | 2007-08 | 05-01-2008 | AEIS Agronomia (1)            | 26-18    | GD Direito               | Campo Tapada da Ajuda, Lisboa              | [ 1 ]  |
| No es disputà entre 2009 i 2012 |         |            |                               |          |                          |                                            |        |
| XXXIII                          | 2012-13 | 06-01-2013 | CDU Lisboa (3)                | 24-13    | VRAC Quesos Entrepinares | Campos de Pepe Rojo, Valladolid            | [ 8 ]  |
| XXXIV                           | 2013-14 | 28-12-2013 | GD Direito (3)                | 41-11    | VRAC Quesos Entrepinares | Campo de Monsanto, Lisboa                  | [ 9 ]  |
| XXXV                            | 2014-15 | 28-12-2014 | VRAC Quesos Entrepinares (1)  | 32-8     | CDU Lisboa               | Campos de Pepe Rojo, Valladolid            | [ 10 ] |
| XXXVI                           | 2015-16 | 09-01-2016 | GD Direito (4)                | 22-12    | VRAC Quesos Entrepinares | CAR do Jamor, Lisboa                       | [ 11 ] |
| XXXVII                          | 2016-17 | 15-01-2017 | Silver Storm El Salvador (5)  | 27-22    | GD Direito               | Campos de Pepe Rojo, Valladolid            | [ 12 ] |
| XXXVIII                         | 2017-18 | 23-02-2017 | VRAC Quesos Entrepinares (2)  | 27-13    | CDU Lisboa               | Estadi Universitari, Lisboa                |        |
| XXXIX                           | 2018-19 | 29-12-2018 | VRAC Quesos Entrepinares (3)  | 34-25    | CF Os Belenenses         | Campos de Pepe Rojo, Valladolid            | [ 13 ] |
| XL                              | 2019-20 | 28-12-2019 | VRAC Quesos Entrepinares (4)  | 28-27    | AEIS Agronomía Lisboa    | Campo Tapada da Ajuda, Lisboa              | [ 14 ] |
| XLI                             | 2020-21 | 27-12-2020 | VRAC Quesos Entrepinares (5)  | 19-13    | CF Os Belenenses         | Campos de Pepe Rojo, Valladolid            | [ 15 ] |
| XLII                            | 2021-22 | 03-04-2022 | VRAC Quesos Entrepinares (6)  | 44-8     | Técnico Rugby            | Olaias, Lisboa                             | [ 16 ] |
| XLIII                           | 2022-23 | 26-03-2023 | CF Os Belenenses (1)          | 45-15    | UE Santboiana            | Estadi Baldiri Aleu, Sant Boi de Llobregat | [ 17 ] |
| XLIV                            | 2023-24 | 26-11-2023 | VRAC Quesos Entrepinares (7)  | 13-8     | GD Direito               | Lisboa                                     | [ 18 ] |

## Palmarès
| Equip                            | Campió | Subcampió | Finals | Anys campió                                          | Anys subcampió                                                      |
| -------------------------------- | ------ | --------- | ------ | ---------------------------------------------------- | ------------------------------------------------------------------- |
| Valladolid Rugby Asociación Club | 6      | 5         | 11     | 2014-15, 2017-18, 2018-19, 2019-20, 2020-21, 2021-22 | 1999-00, 2001-02, 2012-13, 2013-14, 2015-16                         |
| Club de Rugby El Salvador        | 5      | 0         | 5      | 1991-92, 1998-99, 2003-04, 2004-05, 2016-17          | ―                                                                   |
| Grupo Desportivo Direito         | 4      | 5         | 9      | 1999-00, 2002-03, 2013-14, 2015-16                   | 2000-01, 2005-06, 2006-07, 2007-08, 2016-17                         |
| Unió Esportiva Santboiana        | 4      | 3         | 7      | 1987-88, 1989-90, 2005-06, 2006-07                   | 1984-85, 1996-97, 1997-98                                           |
| Sport Lisboa e Benfica           | 4      | 1         | 5      | 1971, 1986-87, 1988-89, 2001-02                      | 1991-92                                                             |
| CDU Lisboa                       | 3      | 9         | 12     | 1983-84, 1984-85, 2012-13                            | 1965, 1967, 1968, 1969, 1985-86, 1989-90, 1990-91, 2014-15, 2017-18 |
| GDS Cascais                      | 3      | 3         | 6      | 1992-93, 1993-94, 1996-97                            | 1987-88, 1994-95, 1995-96                                           |
| Real Canoe Natación Club         | 2      | 1         | 3      | 1965, 1967                                           | 1971                                                                |
| Club Rugby Cisneros              | 2      | 1         | 3      | 1968, 1985-86                                        | 1970                                                                |
| CF Os Belenenses                 | 1      | 3         | 4      | 2022-23                                              | 2003-04, 2018-19, 2020-21                                           |
| Futbol Club Barcelona            | 1      | 0         | 1      | 1970                                                 | —                                                                   |